# عنصل تازي
العنصل التازي (باللاتينية: Drimia tazensis) نوع نباتي ينتمي إلى جنس العنصل من الفصيلة الهليونية. كان يعرف سابقًا باسم (باللاتينية: Urginea tazensis).

## الموئل والانتشار
موطنه المغرب العربي. سمي نسبة إلى منطقة تازة في المغرب.

## مرادفات
- (باللاتينية: Urginea undulata var. tazensis Batt. & Maire)
- (باللاتينية: Charybdis tazensis (Batt. & Maire) Speta)
- (باللاتينية: Urginea tazensis (Batt. & Maire) Maire)
- (باللاتينية: Urginea undulata subsp. tazensis (Batt. & Maire) Maire & Weiller)